# George Town Council
George Town Council is een Local Government Area (LGA) in Australië in de staat Tasmanië. George Town Council telt 6.740 inwoners. De hoofdplaats is George Town.